# BVG A
BVG A는 베를린 지하철에 최초로 도입된 일련의 소형 규격용 차량이다. 제2차 세계 대전 이전의 BVG에서는 각각 AI, AII형으로 불렀고 분단 이후 서베를린 BVG에서는 1957년부터 A1, A2형으로 불렀다. 기술적으로는 총 5가지 유형으로 구분되며 그 외 개수된 차량도 존재한다. 1901년부터 1926년까지 AI형은 총 동력차 318량, 객차 120량이 생산되었으며, 1928년과 1929년에는 AII형 동력차 96량, 객차 96량이 생산되었다. 서베를린 BVG에서는 AI형 차량이 1968년 4월까지, AII형 차량이 1973년 3월 30일까지 정규 영업 운행에 투입되었다. 동베를린 BVB에서는 1989년 11월 5월까지 같은 유형의 차량을 운행했으며, 퇴역 당시 차령은 최고 80년에 달했다.

## 차호

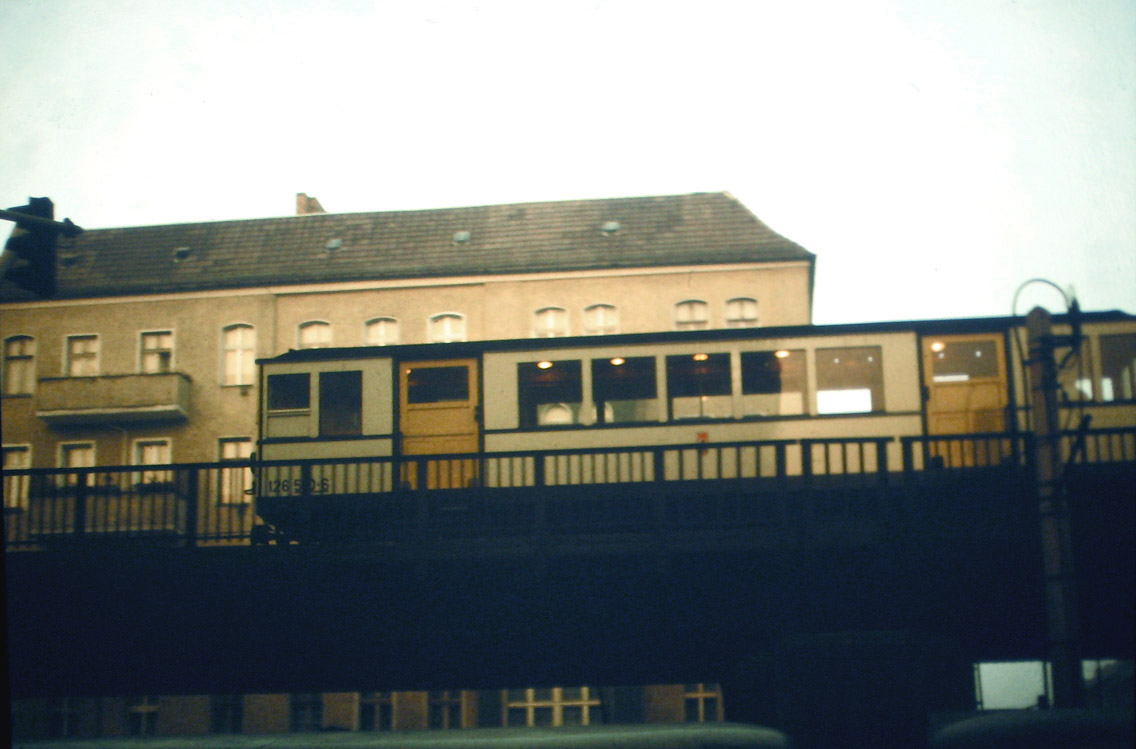
동베를린 쇤하우저 알레 위를 주행하는 AIU 차량 126 530-6, 1989년

AI형과 AII형 차량은 호흐반게젤샤프트 및 BVG에서 연속적인 번호대로 차호를 배당했으며, 쇠네베르크에서 사용했던 U반용 차량도 이 체계에 편입되었다. 동력차는 1부터 시작하는 연속된 번호, 객차는 200부터 시작하는 연속된 번호였으나 1912년부터 500부터 시작하는 번호로 변경했다. 1926년 당시 폐차되었던 1호부터 58호까지의 차량 번호가 차후 도입된 차량에 재활용되었다.
1970년부터 동베를린 BVB에서는 컴퓨터화된 차량 번호 체계를 도입했다. 영업 운행에 사용 중이었던 전쟁 이전 차량의 형식 번호는 동력차는 120부터 129까지, 객차는 170부터 179까지를 할당받았다. 동력차의 일련번호는 짝수, 객차의 일련번호는 홀수였다. 유지관리용 차량은 700번대 형식 번호를 할당받았다.
| 형식 | 차호                            |
| ---- | ------------------------------- |
| AI   | 125 400–125 456 175 401–176 457 |
| AIU  | 126 500–126 580 176 501–176 581 |
| AII  | 127 600–127 646 177 601–176 647 |
| AIIU | 128 700–128 734 128 701–128 735 |

## AI형
AI형 차량은 호흐반게젤샤프트에서 소유하고 있었던 1901년부터 1926년까지 생산된 소형 규격 차량의 통칭이다. 전기 목제 차량(1차분-4차분), 후기 목제 차량(5차분-18차분), 건설 초기 독립되어 있었던 쇠네베르크 도시철도(현재의 U4)에서 1926년까지 사용했던 차량, 1924년 이후 생산된 철제 차량으로 구분된다. AII형 차량과는 연결기 형태가 다르며 출입문도 한 쪽으로만 열린다.

### 초기 목제 차량
| 차분 | 제작 연도   | 동력차 | 객차    |
| ---- | ----------- | ------ | ------- |
| 1차  | 1901년/02년 | 1–42   | 501–522 |
| 2차  | 1902년/03년 | 43–57  | 523–528 |
| 3차  | 1902년/03년 | 58–66  | 529–531 |
| 4차  | 1903년/04년 |        | 532–538 |

1차분 차량은 팔켄리트 노면전차회사(Straßen-Eisenbahn-Gesellschaft Falkenried) 및 뒤셀도르프 철도용품회사(Düsseldorfer Gesellschaft für Eisenbahnbedarf)에서 제작되었으며 1901년과 1902년에 반입되었다. 전장품은 지멘스 & 할스케에서 제작되었고, 차체가 바르샤우어 브뤼케 기지로 반입된 다음 장착되었다. 1차분 차량은 조괘식으로 구동되는 전동기 3개가 장착되어 있었으며, 나머지 축은 동력이 없었다. 이로 인하여 동력이 부족했기 때문에 동력차 사이에는 무동력 객차 1량만을 연결할 수 있었다. 2차분 이후 차량은 전동기 4개가 장착되어 있었다.
전동기 출력은 운전실에 장착된 대형 제어기를 통해서 12단으로 조절할 수 있었다. 8단과 9단 사이를 전환할 때는 자기력에 의한 스파크 방지 장치 크기가 작았기 때문에 정확한 시점에서 변속하지 않으면 차량에 문제가 발생할 수 있었다. 3등석으로 동력차 42량, 2등석으로 객차 21량이 반입되었다. 2등석 객차는 빨간색, 3등석 동력차는 노란색 도색이 칠해졌으며 창틀은 흰색으로 칠해졌다.
2차분부터 4차분까지의 차량은 1차분 차량과 동일한 목제 차체를 사용했으며, 동력차의 모든 축이 구동되어 중간 객차를 2량까지 연결할 수 있었다. 1902년부터 1903년까지 팔켄리트(Falkenried), 링케호프만(Linke-Hofmann), 판데어취펜운트샤를리에(van der Zypen & Charlier)에서 생산했으며 동력차 24량, 객차 16량으로 구성되어 있다.
1908년 9월 26일 글라이스드라이에크 일대에서 발생한 사고로 인하여 동력차 3호차가 크게 손상되었으며 이에 따라서 차적에서 삭제되었다. 사고에 휘말린 다른 차량은 수리 후 다시 운행할 수 있었다.
1923년 베를린 남북 도시철도(현재의 U6) 개통 당시 동력차 24량과 객차 24량이 새로운 대형 규격 노선 운행용으로 구조가 변경되어 임대되었다. 대형 규격 노선 운행을 위하여 발빠짐 방지용 발판 장착, 집전 장치 변경, 보안 장치 변경이 진행되었다. 1929년까지 운행한 후 다시 소형 규격 노선으로 복귀했다.
1926년에는 4량 편성 열차 조성을 위해서 동력차 32량이 무동력 객차로 개조되었고, 개조되지 않은 객차는 폐차되었다. 1차분부터 4차분까지의 차량 중 남아 있었던 차량은 1935년부터 1937년까지 운행 정지 및 폐차되었고, 이들 중 대부분은 남북 도시철도용으로 개조되어 투입된 적이 있는 차량이다. 제2차 세계 대전 이전까지 남아 있었던 8량 중 4량이 파괴되었고, 남은 4량은 2량씩 서베를린과 동베를린으로 분할되었다가 1960년대에 운행 중지 및 폐차되었다. 그 결과 보존되어 있는 차량은 없다.

### 후기 목제 차량
| 차분 | 제작 연도   | 동력차  | 객차    |
| ---- | ----------- | ------- | ------- |
| 5차  | 1906년/07년 | 67–072  | 539–551 |
| 6차  | 1908년      | 73–078  | 552–559 |
| 7차  | 1908년      | 79–082  |         |
| 8차  | 1908년      | 83–114  | 560–586 |
| 9차  | 1909년      | 115–120 |         |
| 10차 | 1909년      | 121–129 | 587–596 |
| 11차 | 1910년      | 130–133 | 597–600 |
| 12차 | 1912년      | 134–139 | 601–612 |
| 13차 | 1913년      | 140–163 | 613–636 |
| 14차 | 1913년      | 164–226 | 637–674 |
| 15차 | 1913년      | 227–229 | 675–680 |

5차분 이후의 차량은 이전 차량과 다르게 접촉기식 제어를 사용했다. 그 결과 제어간으로 더 적은 전류가 흘러서 제어기 폭발 현상이 줄어들었다. 외형으로는 이전 세대 차량과 유사하지만, 여러 종류의 창문이 생산 과정에서 사용되었다. 1906년부터 1913년까지 총 11개 차분으로 반입되었으며, 여러 제조사에서 동력차 230량과 객차 171량을 제작했다. 1935년에는 5차분과 6차분 차량이 폐차되었고, 제2차 세계 대전으로 동력차 22량과 객차 26량이 파괴되었다. 서베를린 BVG에서는 1966년, 동베를린 BVB에서는 1989년에 차량이 폐차되었다.

### 쇠네베르크 차량
| 차분 | 제작 연도 | BVG     | 쇠네베르크 |
| ---- | --------- | ------- | ---------- |
| 1차  | 1910년    | 358–369 | 11–022     |
| 2차  | 1912년    | 765–770 | 23–029     |

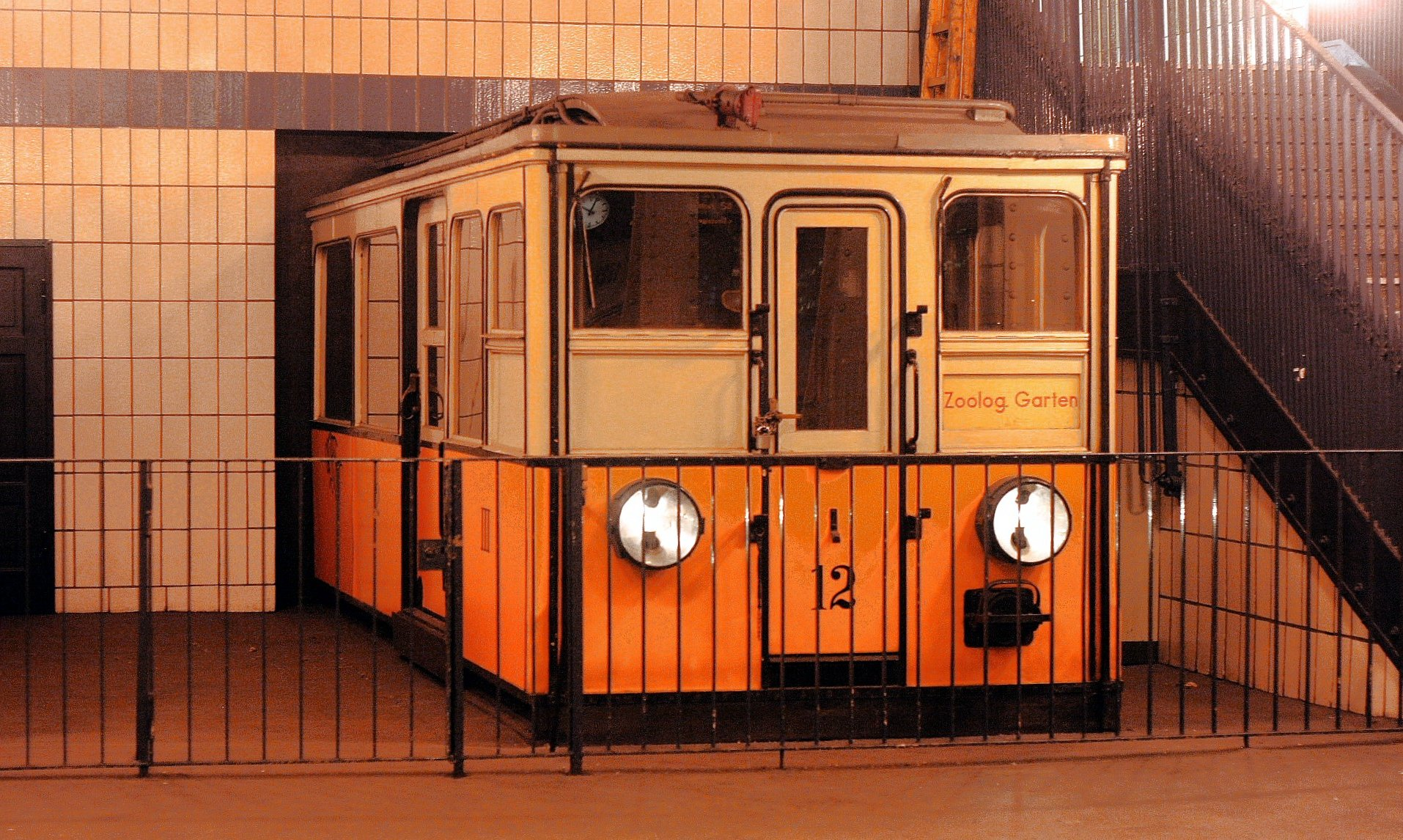
클로스터슈트라세역에 있는 쇠네베르크 도시철도의 12호 차량

1910년 12월 1일에 개통한 쇠네베르크 도시철도의 운영권도 호흐반게젤샤프트에 있었다. 건설 당시에는 독립된 노선으로 운영되었지만, 장기 계획으로 호흐반게젤샤프트의 다른 노선과 연결시킬 예정이 있었기 때문에 동일한 차량이 쇠네베르크에도 반입되었다. 동력차 18량이 반입되었으며, 1910년부터 1912년까지 2개 차분(A1 SI, A1 SII로 명명됨)으로 뉘른베르크의 MAN에서 제작되었다. 호흐반게젤샤프트의 다른 차량과 유사하게 지멘스 운트 할스케의 전장품이 사용되었다. 다른 차량과는 다르게 동력차의 대차 1개만 동력대차이며 객실 내에 2등석과 3등석이 격벽으로 분리되어 있다. 구 아이자크슈트라세 기지 구내용으로 보조 집전장치가 설치되어 있었다.
호흐반게젤샤프트 노선과 쇠네베르크 도시철도 노선이 이어진 후 2차분 차량은 무동력 객차로 개조되었다. 동력차 번호는 358-369호, 객차 번호는 765-770호로 개칭되었다. 동서베를린 BVG가 분리된 후 동베를린 측은 8량, 서베를린 측은 10량을 가져갔다. 동베를린 차량 중 2량(11, 16)은 E선을 운행하기 위한 대형 규격용으로 개조되었다. 동베를린 BVB 차량 8량은 급전차(Stromwagen)로 사용되었으며, A선의 소형 규격 차량이 프리드리히스펠데 기지로 회송할 때 급전용으로 사용되었다. 12호차 차체의 절반(과거의 급전차 710 008)은 클로스터슈트라세역에 전시되어 있다.

쇠네베르크 도시철도 차량 설계도
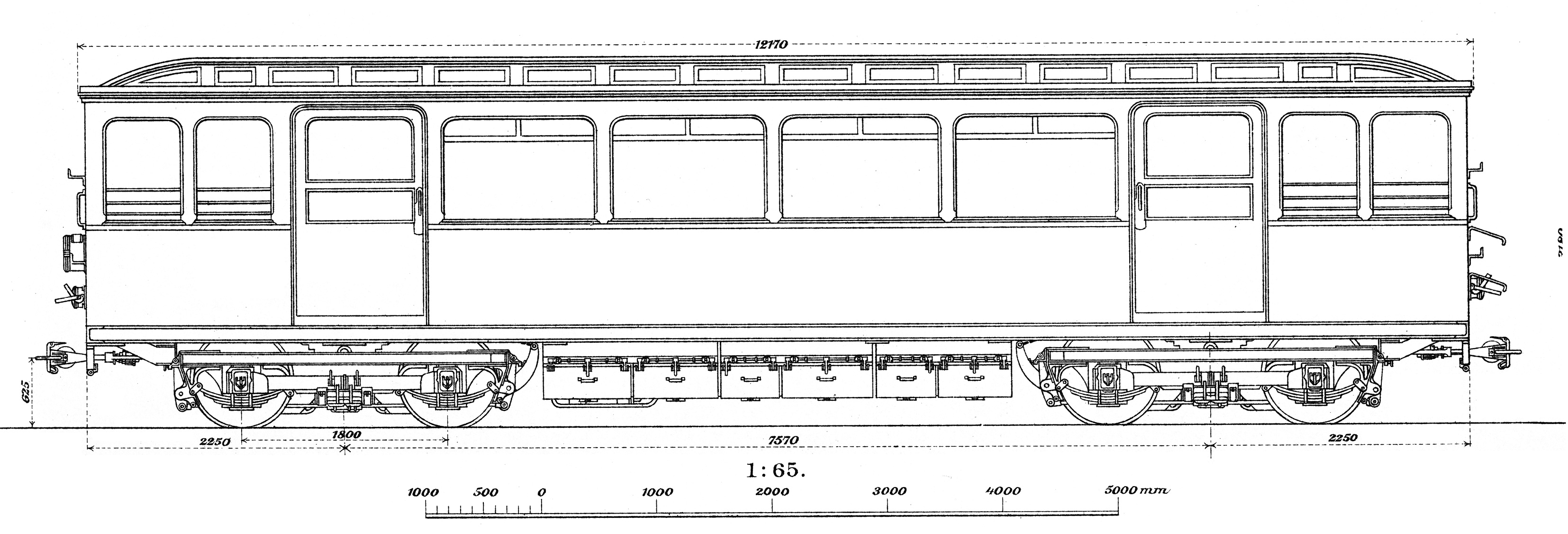
외부
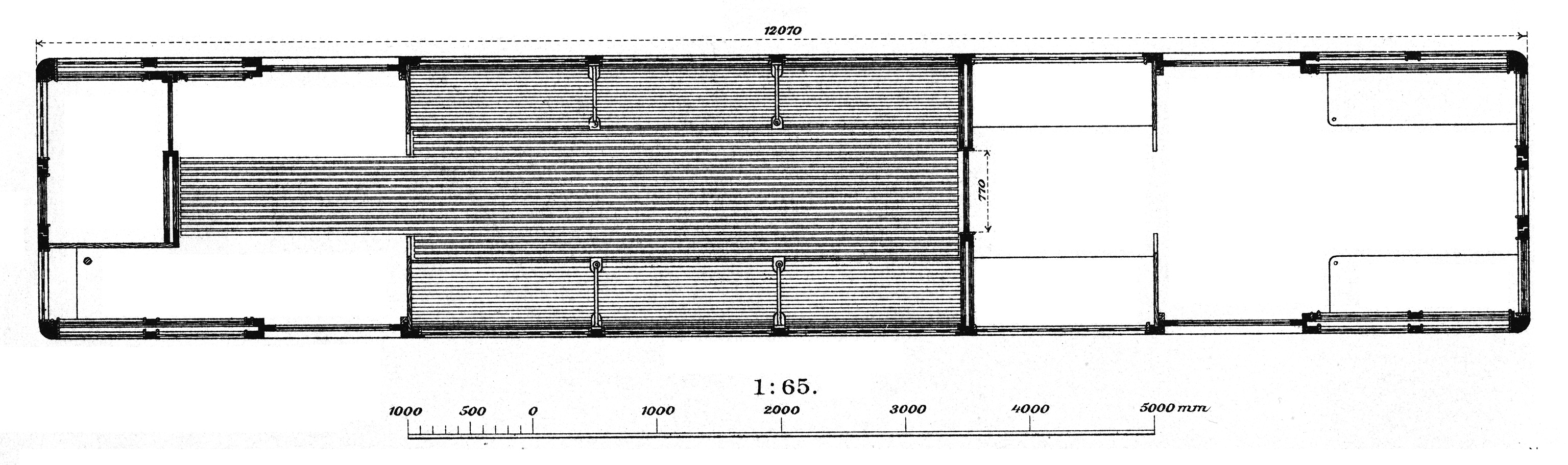
상면도: 2등석은 흰색, 3등석은 패턴으로 칠해짐
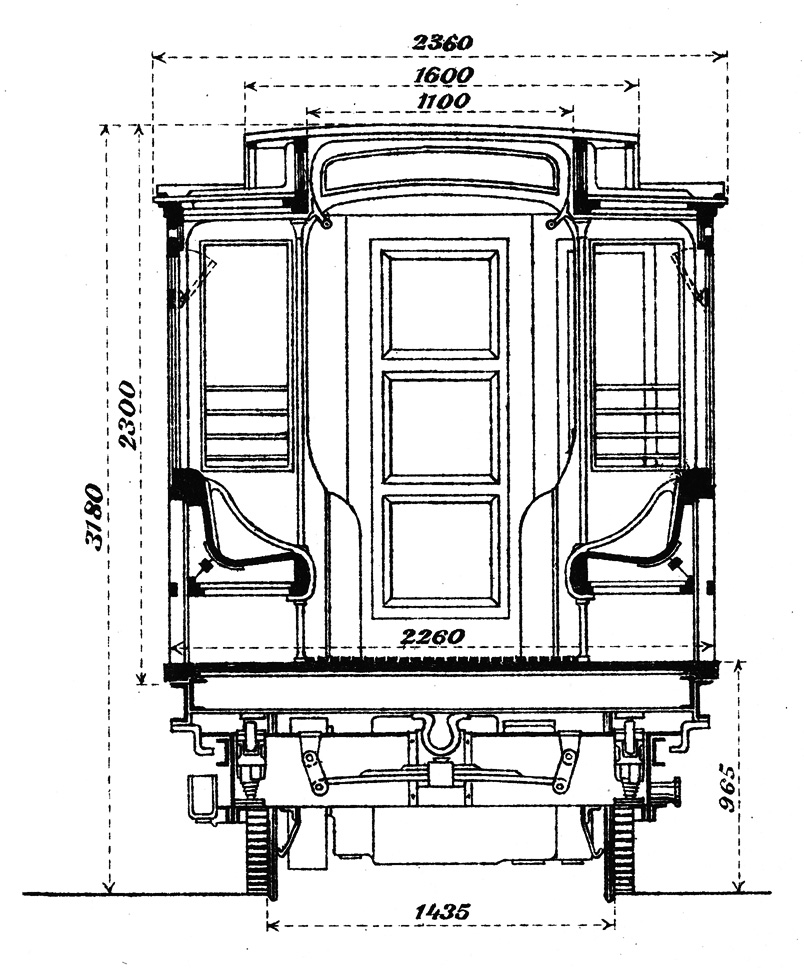
단면도

### 철제 차량
| 차분 | 제작 연도   | 동력차        | 객차    |
| ---- | ----------- | ------------- | ------- |
| 16차 | 1924년/25년 | 230–280       | 681–731 |
| 17차 | 1925년/26년 | 281–292       | 732–743 |
| 18차 | 1926년      | 1–058 293–306 | 751–764 |

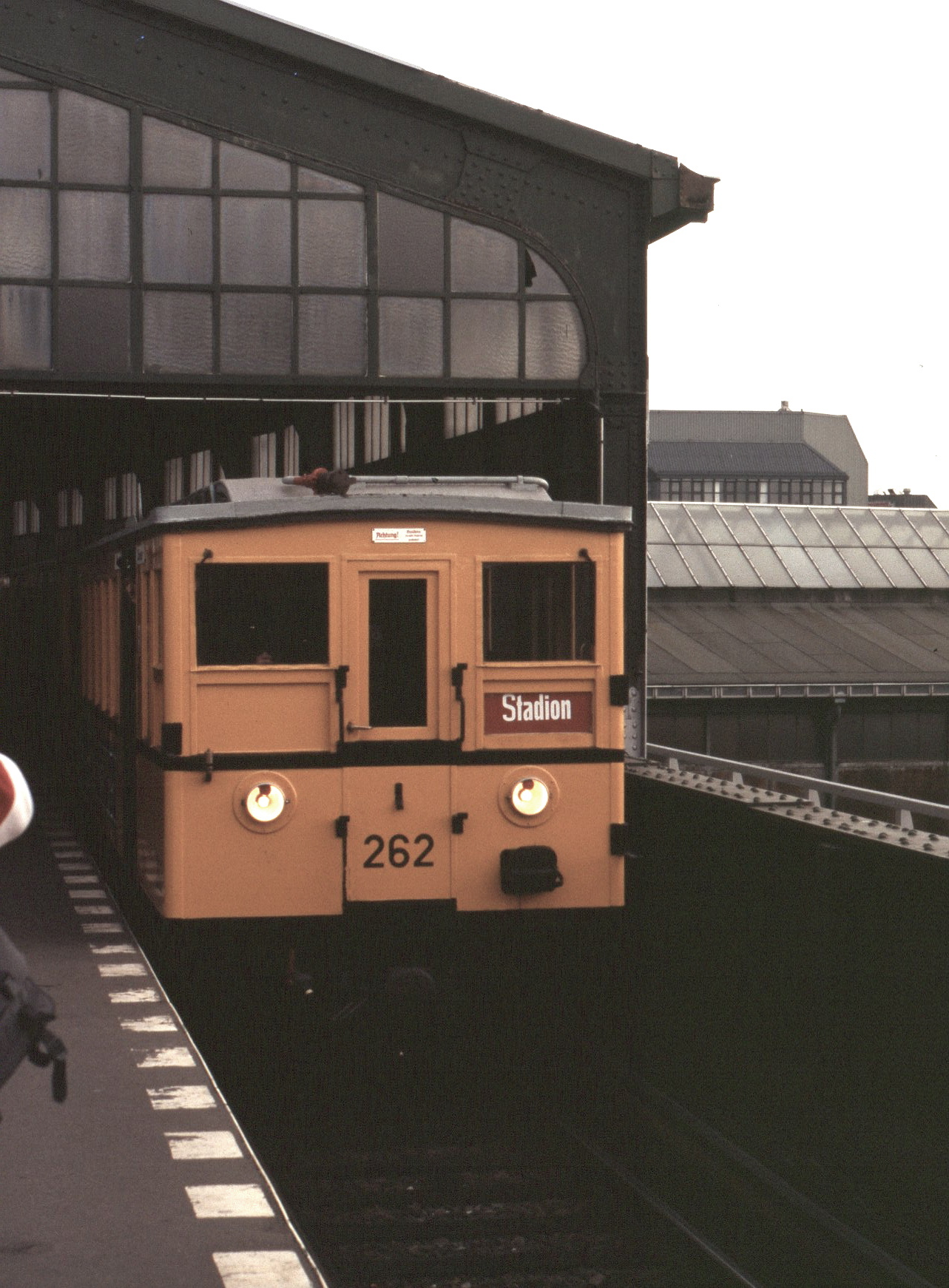
글라이스드라이에크역 상부 승강장에 있는 16차분 AI형 철제 차량

호흐반게젤샤프트에는 약 11년간 추가 차량 반입이 진행되지 않았다가 1924년부터 새로운 차량이 반입되었다. 과거 차량과는 다르게 철제 차체를 사용했으며, 창문이 5매로 나뉘어서 설치되어 있었다. 차량 도색도 회색/흰색 및 빨간색/흰색에서 전체적인 노란색 및 빨간색으로 변경되었다. 좌석 등급의 구분이 폐지된 후 빨간색은 흡연석, 노란색은 금연석으로 구분이 변경되었다. 18차분 차량은 창문 배치가 변경되었다. 총 동력차 135량, 객차 76량이 반입되었다. 이 중 동력차 13량이 제2차 세계 대전으로 손실되었다. 서베를린 BVG는 1962년에 18차분 AII형 차량 개조 공사를 진행했고, 9년 후에 폐차했다.
철제 차량 4량이 보존되어 있으며 박물관 운행에 사용된다.

### AIK형 개조

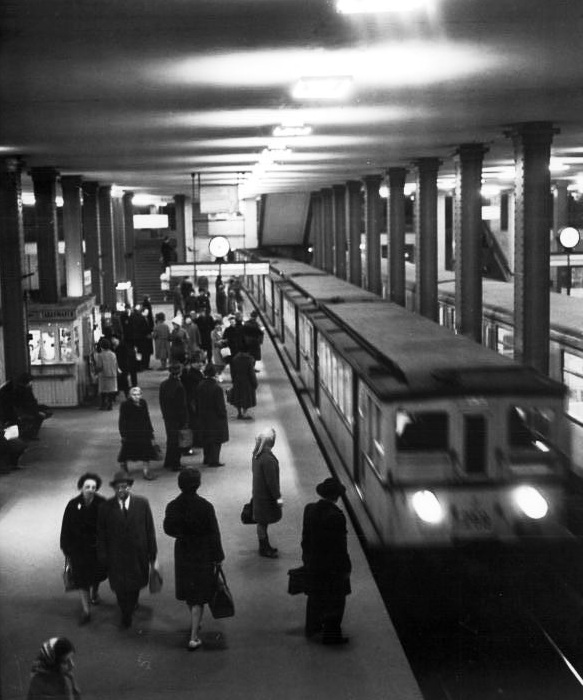
알렉산더플라츠역의 AIK형 차량, 1964년

제2차 세계 대전 이후 소련으로의 전쟁 배상으로 1945년 이후 C형 차량 120량이 모스크바 지하철 운행용으로 징발되었다. 해당 차량은 E선(현재의 U5)에서 운행했고 남아 있었던 차량은 서베를린 BVG 소유였기 때문에 동베를린 BVG는 E선 운행용으로 소형 규격 차량을 개조해야 했다. 이에 따라서 15차분부터 18차분의 동력차 40량과 객차 40량이 그루네발트 기지에서 프리드리히스펠데 기지로 도로 회송되어 대형 규격 노선 운행용으로 개조되었다. C형 차량에서 떼낸 대형 규격 노선용 집전 장치 및 기계식 자동 열차 정지 장치가 장착되었다. 집전장치의 극성도 대형 규격용으로 변경되었고, 차폭을 맞추기 위한 180 mm 폭의 발빠짐 방지판이 장착되었다. 개조된 차량은 AIK형으로 불렸고, 차량 번호는 변경되지 않았다.
이 차량은 출퇴근 시간대에 3분에서 5분 배차로 운행했고, 4량 혹은 6량 편성으로 운행했다. C형 차량의 정원은 량당 130명이지만 AIK형 차량의 정원은 량당 88명이었고, 영업 최고속도도 C형의 60 km/h에 비해 느린 50 km/h였기 때문에 다른 차량이 이에 맞춰서 느리게 운행해야 했고, 수송력 보장을 위해서 예비차도 사실상 전부를 동원해야 했다. A선에 필요한 차량이 부족해졌기 때문에 동베를린 BVG에서는 새로운 대형 규격 차량을 발주하기로 결정했다. 1958년 생산된 EI형 시제차에서 좋은 결과를 얻지 못했기 때문에 1962년부터 베를린 S반 차량을 EIII형으로 개조하는 작업이 진행되었다. 1968년에는 마지막 AIK형 차량이 운행했고, 이후 개수를 거쳐서 AIU형으로 개칭되었다. 1970년부터 동베를린 BVB에 새로운 차호 체계가 도입되었고, 1989년 폐차 이전까지 126형으로 분류되었다.

## AII형
| 차분 | 제작 연도   | 동력차  | 객차    |
| ---- | ----------- | ------- | ------- |
| 19차 | 1928년      | 307–357 | 771–821 |
| 20차 | 1928년/29년 | 370–414 | 822–866 |

호흐반게젤샤프트에서는 1927년에 추가 소형 규격 차량 발주를 결정했다. 과거 차량과는 다르게 통일된 디자인을 사용했고, 차령이 약 25년이 지난 구형 목제 차량을 대체하고 독일국영철도에서 운행 중인 S반 차량과 비슷한 기준으로 도입하기로 했다. 새로운 차량은 AII형으로 불렸다.
1924년 생산된 철제 차량을 기반으로 개발되었다. 차량 출입문도 양쪽으로 열리는 형태로 변경되었고, 빠른 편성 조성을 위해서 샤펜베르크식 자동연결기가 장착되었다. 그 대신 AI형 차량과는 병결 운행이 불가능했다. 기술적으로는 제어 방식이 변경되었고, 제어기가 직접적인 전기 연결을 변경하는 형태가 아닌 차체 하부의 제어용 모터만을 자동으로 제어하는 형태를 사용했다. 60 kW급 직류 전동기 4개가 장착되었다. 제동 장치로는 압축 공기제동, 역기전력제동, 수압식 제동이 장착되어 있다.
초기에는 일부 차량이 운전실이 없는 단순 동력차로 반입되었고, 이들 차량에는 1937년에 운전실과 차장용 출입문이 설치되었다. 19차분과 20차분에 걸쳐서 동력차 96량과 객차 96량이 반입되었다.
AII형 차량 중에는 아프가니스탄의 국왕이었던 아마눌라 칸이 1928년 국빈 방문 당시 탑승했던 차량이 있으며, 이 형식의 차량은 아마눌라바겐(Amanullah-Wagen)으로 불리게 되었다.
제2차 세계 대전으로 동력차 13량과 객차 9량이 손실되었다. 4년 후 차량이 동서로 분할되었고, 동베를린에는 동력차 25량과 객차 24량, 서베를린에는 동력차 69량과 객차 64량이 할당되었다. 1949년/1950년에 AI형 차량 일부가 AII형으로 개조되면서 총 차량 수에 차이가 생겼다.

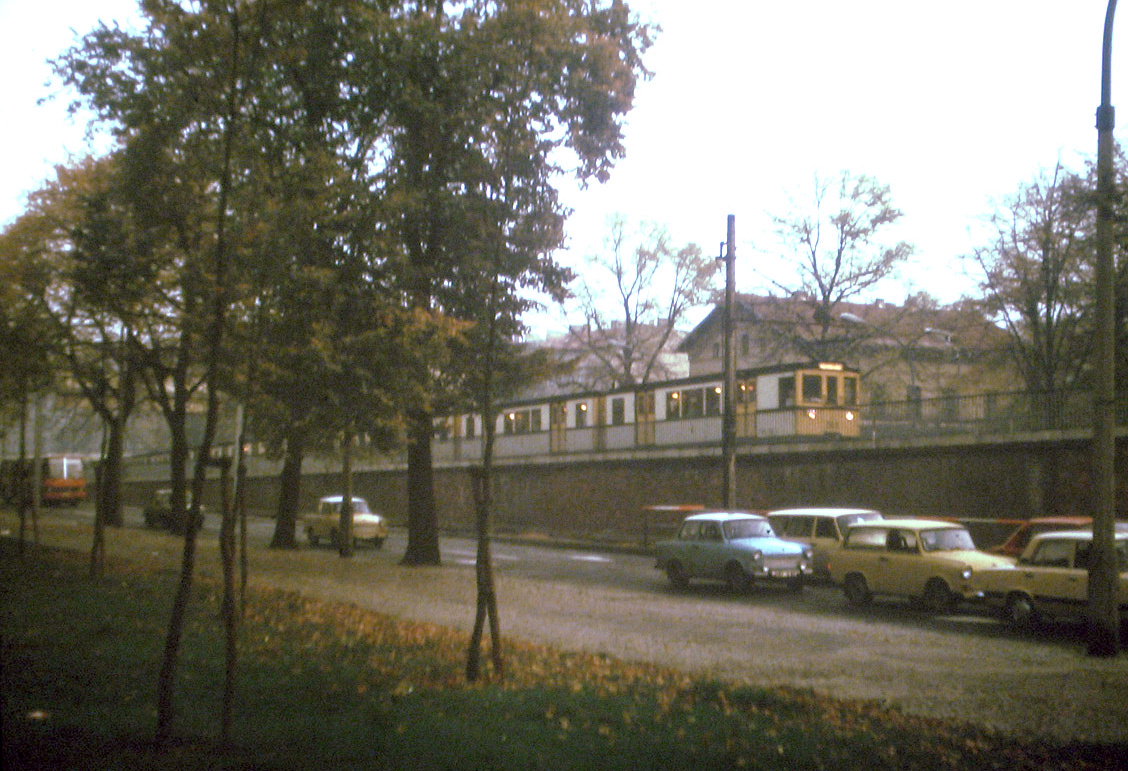
쇤하우저 알레-피네타슈트라세 구간을 운행하는 AII형 열차, 1989년

서베를린 BVG는 1958년부터 A2형으로 개칭했다. 1962년에는 1인 승무가 가능하도록 전 차량을 개조했고, 이 과정에서 운전대와 차량 전두부가 차량 전폭 전체를 차지하도록 확대되었고 데드맨 장치가 장착되었다. 출입문 폐쇄도 수동식에서 공기식 자동으로 변경되었다. 개조된 차량은 A2U형으로 개칭되었다. 1971년부터 A3형 차량이 충분히 반입되면서 서베를린에서의 퇴역이 시작되었다. 1년 후 동베를린에서는 알렉산더플라츠역에서 발생한 화재로 여러 차량이 전소되었다. BVB에서는 A2U 차량 퇴역 사실을 알고 있었기 때문에 서베를린 열차가 운행하는 유령역이 포함된 노선의 유지보수 비용을 대신하여 해당 차량을 넘겨받기를 원했다. 이 과정에서 넘어가지 않은 차량은 1973년부터 폐차되었다. 동베를린 BVB는 AIIU형 차량으로 분류했으며, 차호 체계 개정 이후에는 동력차는 128형, 객차든 178형으로 분류했다. 개조 이전의 AII형 차량과는 병결 운행이 불가능했다. 동베를린 BVB의 마지막 아마눌라바겐은 1989년 11월 5일에 운행을 종료했다.
동력차 377, 404호, 객차 836, 848호로 구성된 4량 편성은 BVG에 동태 보존되어 있다. A2U형 동력차 390호는 퇴역 당시인 1973년 기준 상태로 동태 보존되어 있다.

## 개조 및 특수 차량
AI형 및 AII형 차량이 운행하고 있었던 당시에는 기술적 및 외형적 차이가 있는 차량이 같은 형식으로 분류되었다. 일부 차량은 반입 당시부터 특수 목적용으로 반입되었고 대다수의 차량은 차량 기지에서 개조되었다. 동력차와 객차의 시험 목적으로의 개조 및 제2차 세계 대전으로 파괴된 차량의 복구 외에도 특수 목적으로의 차량으로도 개조되었다.

### 특수차 a, b

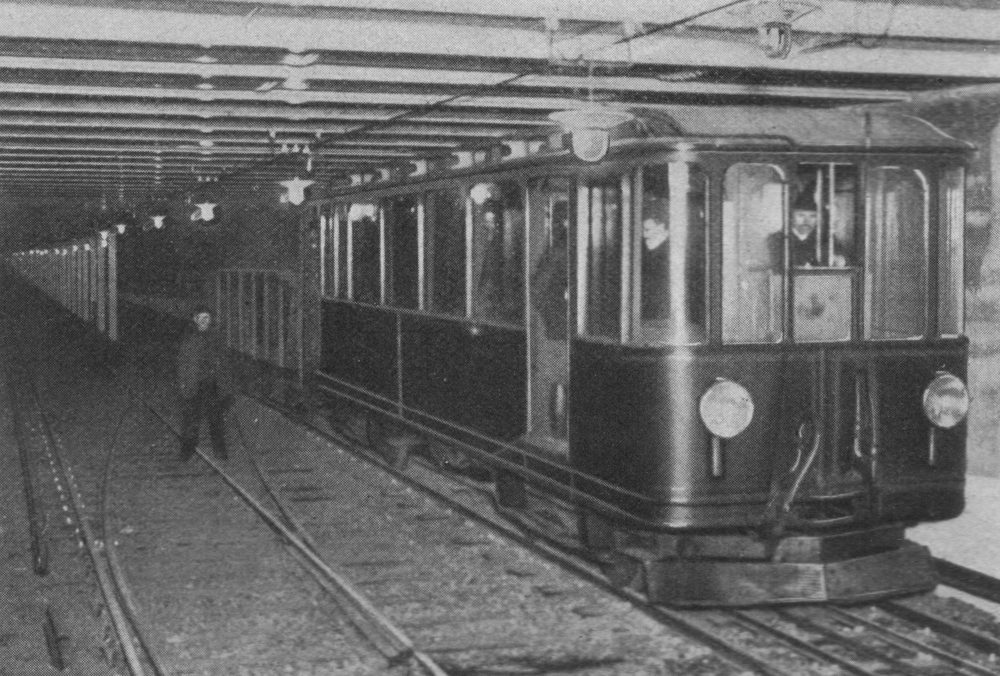
1901년 당시 시운전에 사용된 "카이저바겐" a 차량

1899년 쾰른 소재 판데어취펜운트샤를리에(van der Zypen & Charlier)에서 생산된 AI형과 유사한 객차 a호 및 b호가 있다. 노란색(3등석) 및 빨간색(2등석)으로 도색된 다른 차량과는 다르게 두 차량은 보라색으로 도색이 칠해졌으며, 출입문도 비대칭적으로 설치되었다.
a호 차량은 1908년 도이체 오퍼역(당시의 비스마르크슈트라세역)-테오도어호이스플라츠역(당시의 라이히스칸츨러플라츠역) 구간 개통 당시 빌헬름 2세가 비공개 시승 행사에서 탑승한 차량이다. 이를 기억하기 위해서 카이저바겐(Kaiserwagen)이라는 별칭으로 불렸다. b호 차량은 그로스리히터펠데-첼렌도르프 3상 교류 전철 시험선에서 기관차에 견인된 객차로 사용되었다. 이 차량의 향후 거취는 알려져 있지 않으며, 동력차로 개조된 후 1930년대에 폐차되었을 가능성이 있다.

### 특별형 차량
후기형 목제 차량 중에는 동력차의 대차 중 1개만 동력 대차가 설치된 차량이 있다. 빌머스도르프-달렘 도시철도의 비텐베르크플라츠역-틸플라츠역 구간(현재의 U3) 등 저수요 구간에서 2량 편성으로 운행되었다. 이 노선에는 동력차 양쪽에 모두 운전대가 장착되어 양방향으로 운전이 가능한 단량동차(Solotriebwagen)도 운행했다. 이와는 대조되는 형태로 운전대가 장착되지 않은 동력차도 존재했으며, 6량이나 8량 편성 열차의 중간차로 편성되었다.
이 차량의 정확한 거취는 알려져 있지 않으며, 1920년대 및 1930년대에 다른 동력차와 동일하게 개조되었거나 폐차되었을 가능성이 있다.

### 21차분, 22차분
공식적으로 21차분과 22차분 신차는 제작되지 않았으며, 과거 생산된 차량을 개조한 차량을 의미한다.
21차분 차량은 1928년에 개조된 객차 2량을 의미한다. 1901년에 생산된 507, 509호(1912년 이전 207, 209호) 차량이 AII형 차량과 연결되어 운행할 수 있도록 시험용으로 개조되었다. 샤펜베르크형 자동 연결기가 장착되었고, 출입문이 2매형으로 변경되어 한 쪽은 내부, 다른 쪽은 외부에서만 열 수 있도록 했다. 좌석은 롱시트에서 2+1 크로스시트로 변경되었다. 개조 이후 515, 867호로 차호가 변경되었다. 역에서의 승객 순환 가속 목적으로 개조가 진행되었고, 목적 달성 시 다른 차량도 개조할 예정이었다. 제2차 세계 대전으로 추가 개조는 이루어지지 않았다. 867호 차량은 전쟁으로 손실되었고, 515호 차량은 1950년까지 영업 운행에 사용되었다가 그루네발트 기지 및 크루메 랑케역 유치선에 유치되어 있었다. 1977년부터는 슈피헤른슈트라세역 유치선, 1980년에는 그루네발트 기지로 되돌아왔다. 1995년에는 그루네발트 기지 외부에 방치되어 있었다가 2년 후에 페르히란트에서 폐차되었다. 폐차 당시 베를린 U반에서 가장 오래 된 차량이었다.
22차분 차량은 서베를린 BVG에서 1949년과 1950년에 개조된 AII 동력차 416-425호 10량, AII 객차 870호, AI 객차 744, 747, 748호 3량을 의미한다. 이 중 AI 객차는 파괴된 차량의 대차부를 이용했다. 748호 차량은 A2 객차로 개조되어 1973년에 폐차되었으며, 744호 차량은 1969년에 폐차되었다. 브리츠 버스 차고지에 있었던 747호 객차는 박물관 계획 폐기에 따라서 매각되었고 2018년 5월에 폐차되었다.

### 터널 청소차 1008호
터널 청소차 1008호 차량은 1940년에 AI 동력차 89호(8차분)를 개조한 차량이다. 터널 내부에 쌓인 구형 차량의 철제 제륜자에서 제동 시 발생한 미세먼지를 흡입하여 청소하는 역할을 담당했다. 1940년에 사용된 제륜자 300톤 중 2/3가 먼지로 갈려 나갔고, 터널에 쌓인 먼지는 열차풍으로 인하여 하부 기기에 달라붙어 전장품에서 단락이 발생하거나 오작동의 원인이 되었다. BVG에서는 초기에는 수작업으로 먼지를 청소했으나, 야간 운행 중단 시간에 진행된 청소만으로는 효과가 적었다. 그 결과 차량을 개조하여 자동으로 먼지를 청소할 수 있도록 했다.
개조 과정에서 상부 차체가 철거되고, 차량 양쪽 끝에는 운전대가 설치되었고 중앙부에 진공 청소기가 설치되었다. 청소기는 운전대 중 한 쪽에서만 제어할 수 있도록 특수 스위치가 설치되었다. 영업 최고 속도는 25 km/h였지만 청소 작업 중에는 2-3 km/h 속도로 이동했다. 지멘스에서 제작한 물 이젝터 진공펌프가 설치되어 있었다. 진공 및 세척용수를 위한 3000 × 1600 × 660 mm 크기의 물탱크가 설치되었다. 진공 흡입구에는 외부 지름 300 mm, 높이 650 mm인 다단식 원통형 외부 필터가 설치되어 있었다. 대부분 먼지는 외부 필터에서 걸러졌고, 이를 통과한 먼지는 외부 지름 1000 mm, 높이 2000 mm인 내부 필터에 모였다. 내부 필터에서는 물을 사용하여 흡입한 공기에서 먼지 입자를 세척했고, 필터 세척용으로 배수구가 설치되어 있다. 여기에서 배출된 물은 다시 물탱크로 되돌아갔다. 청소차가 복선 터널 내부의 모든 곳에 도달할 수 있도록 흡입 장치가 총 7개 설치되어 있었다.
청소차는 1940년부터 1972년까지 사용되었고, 제륜자를 사용했던 차량이 퇴역하면서 청소차도 운행을 중단하여 1974년에 폐차되었다.

### 급전 궤도 윤활차 1061/1062호
소형 규격 노선의 급전 방식은 상면 접촉이었기 때문에, 겨울철에는 급전 궤도 위로 눈이 쌓이고 얼음이 생겨서 접촉 면적이 줄어드는 문제가 있었고, 그 결과 좁은 면적으로 더 많은 전류가 흘러서 급전 궤도가 가열되었다. 1971년 BVG에서는 353호(19차), 407호(20차) 동력차가 퇴역한 후 급전궤도 가열용으로 개조했다. 각각 차량은 1061, 1062호로 개칭되어 한 편성으로 연결되었고, 객실 공간에는 폐유 저장 탱크가 설치되었다. 차량이 운행하는 동안 집전장치 쪽으로 연결된 펌프와 노즐을 통해서 급전 궤도에 윤활유가 분사되었다. 급전 궤도 윤활 작업은 차량이 가속하면서 전력을 많이 사용하는 역 출발 구간에만 진행되었다. 그러나 분사된 윤활유에는 제빙 성분이 없었기 때문에 급전 궤도 위에 얼음이 얼기 전에 윤활유를 분사해야 했다.
서베를린 BVG에서는 1980년대 중반에 관리용 차량을 4000호대로 변경하면서, 1061호 차량은 4021호, 1062호 차량은 4022호로 개칭했다. 급전 궤도 자체에 열선을 설치하면서 윤활차가 필요하지 않게 되었고, 1990년대에 폐차되었다.

### 브라우제바겐
브라우제바겐(Brausewagen)은 동베를린 BVB에서 직원용 식당으로 개조한 230호(1970년 이후 176 526, 1989년 이후 714 001) 차량이다. 알렉산더플라츠역에 유치되어서 영업을 진행했다. 해당 차량은 전동기가 제거되었기 때문에 별도의 동력차에 연결되어 견인 운행되어야 했다. 1989년 이후 통일된 베를린의 BVG가 출범하면서 해당 차량이 더 이상 사용되지 않게 되었다.

## 보존된 차량

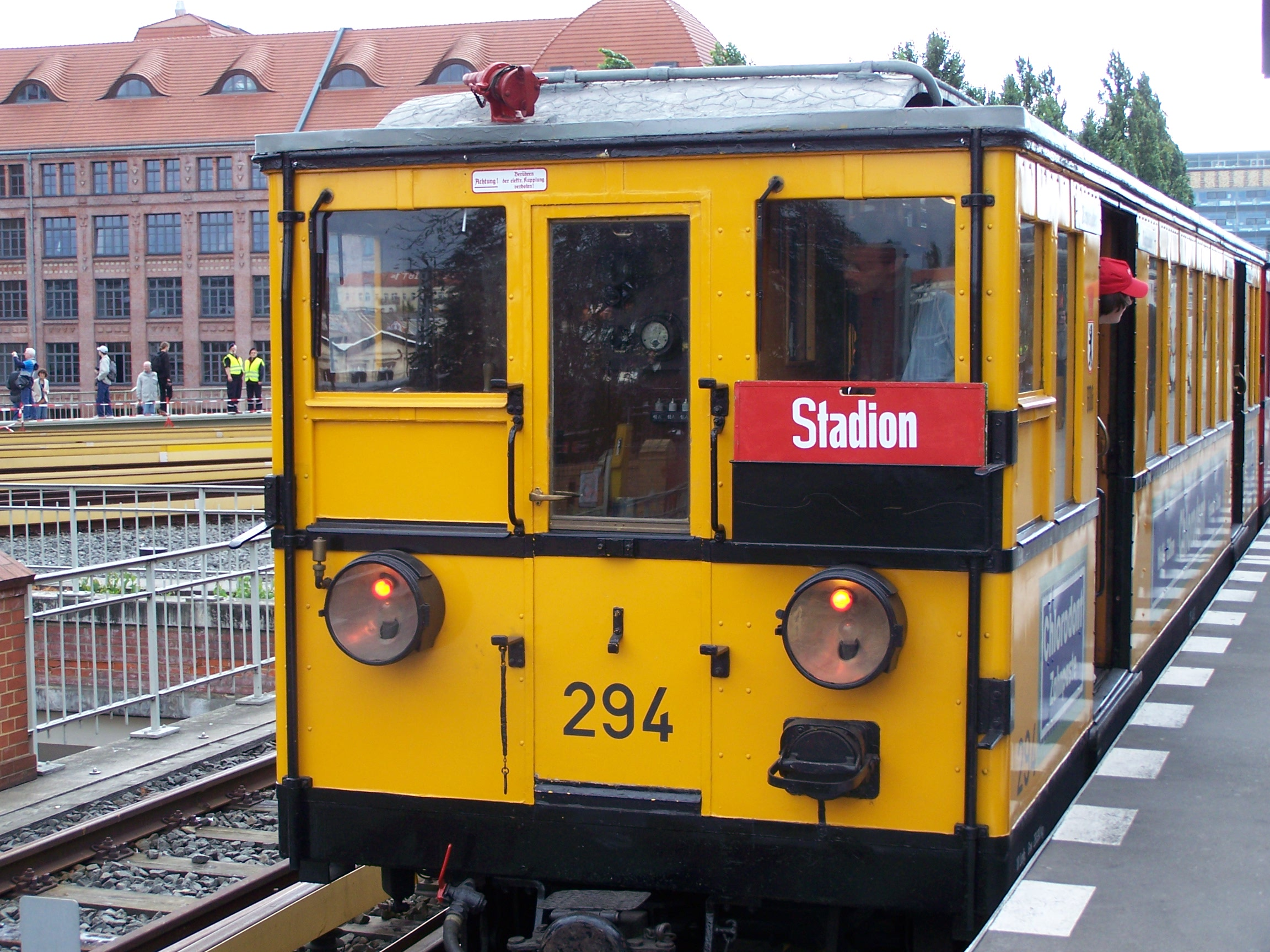
1926년 반입된 18차분 294호

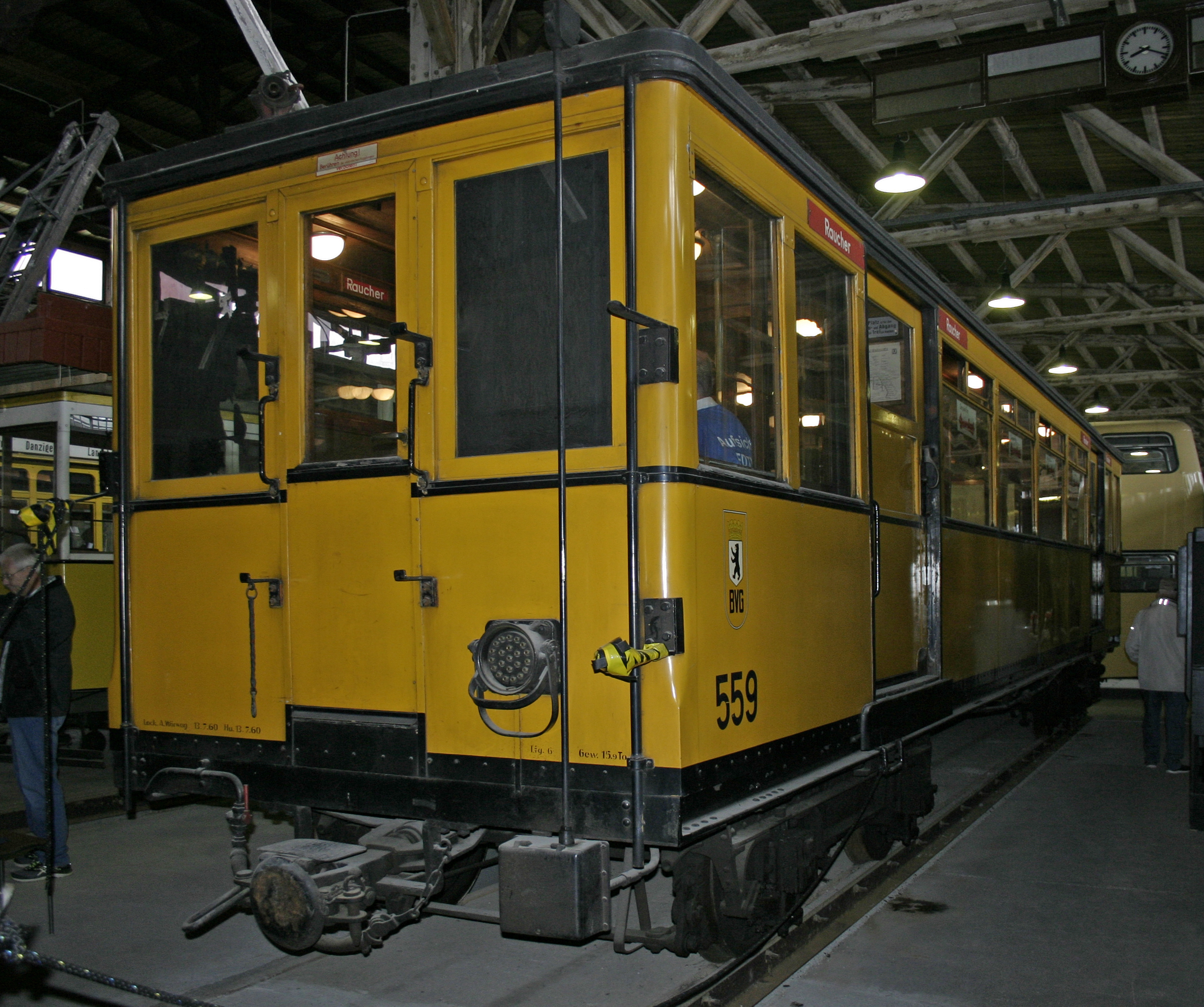
1908년 반입된 6차분 559호, 2018년

총 17량의 차량이 보존되어 있으며, 이 중 7량은 BVG의 박물관용 차량으로 사용 중이다. 2량은 베를린의 독일 기술박물관과 뉘른베르크의 도이체반 철도박물관에 전시되어 있다. 86호차와 212호차는 AG Berliner U-Bahn에서 보존 작업을 진행하여 1908년, 1913년 당시 모습으로 보존되어 있다. 클로스터슈트라세역에는 차체의 절반만 보존되어 있으며, 나머지 반쪽은 매각되었다. 다른 차량의 행방은 알려져 있지 않다.
86호 차량은 목제 의자가 장착된 3등석 차량으로 복원되었다. 1969년 12월까지 동베를린에서 여객 영업을 했고, 1975년 기념유산으로 지정된 후 그 7년 후에 반입 당시 사양으로의 개수가 진행되었다. 2002년에는 베를린 U반 100주년을 기념하여 차량이 공개되었다. AG Berliner U-Bahn에서 추가 보수 작업을 진행했다. 2020년 7월 6일에는 독일에 남아 있는 최고령 도시철도 차량으로써 베를린의 독일 기술박물관에 증여되었다.
아래 표는 1928년 당시 차량 번호, 차량 제조사, 제작 연도, 차량 유형 및 보존 상태를 정리하고 있다. BVG에서는 AI형과 AII형 차량을 구분하기 위해서 동력차/객차/쇠네베르크 동력차 및 전동기 개수에 따라서 하위 명칭을 사용했다. 전동기 개수는 AI형 차량에만 적용되었다. A1 T4의 경우, AI 동력차(Triebwagen) 및 구동축이 4축임을 의미한다. A1 SI의 경우 쇠네베르크 1차분 AI 동력차를 의미한다.
592호차와 56호차는 보존 상태가 악화되었다. 592호차는 목제로 제작되어 있으며 외기에 노출되어 상태가 악화되었다. 두 차량은 1990년에 운행에서 제외되어 1991년 제딘 기지로 회송된 후, 1994년부터 2010년까지 쾨니히스 부스터하우젠역에서 의류 매장으로 활용되었고, 티펜제의 Draisinenbahn Berlin Brandenburg GmbH에 매각되어 침대차로 개조될 예정이었으나, 특히 592차에서 빗물이 새는 등 악화된 상태 때문에 2021년 기준으로 사용되지 않고 있다.
| 차호 | 제작사     | 제작 연도 | 유형  | 상태                                                                         |
| ---- | ---------- | --------- | ----- | ---------------------------------------------------------------------------- |
| 7    | Busch      | 1926년    | A1 T4 | BVG 동태 보존                                                                |
| 56   | 불명       | 1925년    | A1 U  | 티펜제 레일바이크(Draisinenbahn Tiefensee), 견인 가능하지만 자력 주행 불가능 |
| 86   | Falkenried | 1908년    | A1 T4 | 독일 기술박물관, 베를린                                                      |
| 201  | Wismar     | 1913년    | A1 T4 | DB 박물관 뉘른베르크, 2005년 화재 피해를 입음                                |
| 212  | MAN        | 1913년    | A1 T4 | AG U-Bahn 소유, 제작 당시 형태로 보존됨                                      |
| 262  | Fuchs      | 1925년    | A1 T4 | BVG 동태 보존                                                                |
| 294  | vdZ        | 1926년    | A1 T4 | BVG 동태 보존                                                                |
| 377  | MAN        | 1928년    | A2 T  | BVG 동태 보존                                                                |
| 359  | MAN        | 1910년    | A1 SI | 구 쇠네베르크 12호차, 전면부 절반만 클로스터슈트라세역에 정태 보존           |
| 390  |            | 1928년    | A2U T | AG U-Bahn 소유, 1973년 당시 상태, 견인 가능                                  |
| 404  | Wismar     | 1928년    | A2 T  | BVG 동태 보존                                                                |
| 559  | Falkenried | 1908년    | A1 B  | 독일 기술박물관, 베를린                                                      |
| 592  | 불명       | 1909년    | A1    | 티펜제 레일바이크, 목제 차량, 견인 가능하지만 자력 주행 불가능               |
| 722  | Credé      | 1924년    | A1 B  | BVG 동태 보존                                                                |
| 737  | Credé      | 1925년    | A1 B  | BVG 동태 보존                                                                |
| 836  | C&U        | 1928년    | A2 B  | BVG 동태 보존                                                                |
| 848  | C&U        | 1928년    | A2 B  | BVG 동태 보존                                                                |

## Anmerkungen
1. 1 2  1912년까지는 객차에 200번대 차호 사용
2. ↑  1928년 이전 차호
3. ↑  1-58호 차량 번호는 이전 차량 폐차 후 재사용됨

## 참고 문헌
- F. Finck (1925). 《Die neuen Triebwagenzüge der Hochbahngesellschaft und der Nord-Süd-Bahn A.-G. Berlin》. Elektrische Bahnen. Heft 09. 338ff쪽.
- Norbert Walter (2008). 《Die Fahrzeuge der Berliner U-Bahn. Typ A II》. Berlin: Verlag B. Neddermeyer. ISBN 978-3-933254-83-2.